# Gabriela (cantante)
Gabriela Parodi, más conocida por su monónimo Gabriela (Buenos Aires, 16 de agosto de 1945), es una cantante y compositora argentina. Junto a María Rosa Yorio y Celeste Carballo, Gabriela es una de las precursoras del canto femenino en el rock argentino, y el desarrollo de su carrera fue fundamental para abrirle el mismo campo musical a las mujeres dentro de la escena nacional. Gabriela es ampliamente considerada como "la primera mujer del rock nacional".

## Biografía
Gabriela comenzó su carrera a principios de la década del setenta. Con su primer simple, el recordado "Campesina del sol", y su primer LP, Gabriela, en 1972 se estableció como la primera figura femenina del rock nacional. Ese mismo año participó de otros trabajos pioneros como El Acusticazo, primer disco en vivo de rock que se grabó en la Argentina para el festival acústico del que participaron otros músicos emergentes de ese momento, como León Gieco. En 1972 también fue parte de la tercera edición del Festival B.A. Rock, una actuación que quedó documentada en la banda de sonido del largometraje, Hasta que se ponga el sol.
Hija de diplomáticos, Gabriela pasó su infancia viviendo en Portugal, Irlanda, Turquía y Brasil, expuesta a una exótica gama de influencias musicales que la impulsaron a cantar y componer desde chica. A fines de los sesenta, viviendo y trabajando en teatro en París, comenzó su carrera musical influenciada por músicos como The Beatles, Joni Mitchell, Bob Dylan y Led Zeppelin, entre tantos otros.
En 1974 se radicó en Los Ángeles, donde nació su próximo trabajo: Ubalé. 
Seleccionando músicos claves del momento, en estas canciones logró capturar la magia del sonido de la costa oeste de los Estados Unidos. Grabado enteramente en California y editado en 1981, con este disco Gabriela obtuvo una fusión sin precedentes entre figuras legendarias de la escena local como David Lindley, Robben Ford y Álex Acuña, y músicos argentinos radicados en Los Ángeles como Pino Marrone y Gustavo Santaolalla, más la colaboración de León Gieco.
En 1983 Gabriela viajó a Suecia y grabó su tercer álbum, Friendship, cantado en inglés, producido y arreglado por Daniel Goldberg con músicos suecos, y editado exclusivamente en Escandinavia.
A fines de los ochenta, Gabriela cambió de dirección musical hacia un lado más experimental. Su próximo álbum, Altas planicies, editado en 1990, se ubicó fuera de los estándares del pop/rock/folk, sus canciones con formas e instrumentaciones inusuales, tan poéticas como elegantes, influenciadas por cierta estética minimalista y un espíritu sudamericano. Altas planicies contiene, también, una explosiva fusión de músicos como Lindley, Acuña y Marrone más la participación de artistas como Dino Saluzzi y Pedro Aznar, entre otros.
En 1996 comenzó lo que la revista estadounidense Acoustic Guitar describió como "la colaboración más fortuita y memorable de los noventa".[cita requerida] Fascinado por la música de Gabriela, el innovador guitarrista estadounidense Bill Frisell inició una larga colaboración entre ambos a nivel compositivo y de grabaciones para discos solistas de Gabriela. Frisell le presentó la música de Gabriela a su productor Lee Townsend, quien la firmó para su serie Songline/Intuition, produciendo así su quinto álbum, Detrás del sol, su primer disco editado a nivel mundial. Con un sonido íntimo capturado en vivo en el estudio, este original grupo fue integrado por Bill Frisell y Gabriela en guitarras, Alex Acuña en batería y músicos de la escena de vanguardia de San Francisco como Eyvind Kang en violín, Rob Burger (Tin Hat Trio) en acordeón y Bill Douglass en contrabajo. Este álbum, aclamado por la prensa europea y norteamericana, ganó, en 1997, el prestigioso premio de la prensa alemana Deutschen Schallplattenkritik, y en el año 2001 fue elegido por la revista Acoustic Guitar como uno de los diez mejores álbumes de la última década.[cita requerida]
En 1999, editó su sexto álbum, Viento rojo, con un clima cinematográfico y misterioso, también producido por Lee Townsend y grabado en San Francisco. Además de canciones de Gabriela, incluye un par de temas escritas por Gabriela/Frisell. A pedido de Gabriela, quien buscaba un sonido flotante, sin batería, fue arreglado por Bill Frisell para chelo (Eric Longsworth), violín (Jenny Scheinman), contrabajo (Viktor Krauss) y guitarras (Bill Frisell y Gabriela). Viento rojo fue nuevamente elogiado unánimemente por la prensa y elegido como uno de los tres mejores discos de 1999 por el prestigioso programa de la emisora KPFK de Los Ángeles Global village.
En 2006 editó El viaje, producido una por Lee Townsend y Tucker Martine en Seattle. Incluye a Bill Frisell y Gabriela en guitarras, Viktor Krauss en contrabajo, Eyvind Kang en viola, Steve Moore en teclados y Tucker Martine en percusión. El viaje se editó en Europa a través del sello alemán Intuition en agosto de 2006, originando deslumbrantes críticas de la prensa[cita requerida] y escalando a número 9 en los World Music Charts europeos.
Gabriela reside actualmente en Argentina.

## Vida personal
En 1971 formó pareja con Edelmiro Molinari, con quien tuvo a su hija Cecilia en 1976. Desde 1982 hasta la fecha está casada con Pino Marrone.

## Discografía
- Gabriela, 1971
- Ubalé, 1981
- Friendship, 1983
- Altas planicies, 1991
- Detrás del sol, 1997
- Viento rojo, 2000
- El viaje, 2006